# Регелини (Виченца)
Регелини је насеље у Италији у округу Виченца, региону Венето.
Према процени из 2011. у насељу је живело 9 становника. Насеље се налази на надморској висини од 510 м.